# Wonoanti (Gandusari)
Wonoanti is een bestuurslaag in het regentschap Trenggalek van de provincie Oost-Java, Indonesië. Wonoanti telt 4231 inwoners (volkstelling 2010).